# Hawklords
Hawklords was een Britse muziekgroep met een kortstondig bestaan rond 1978.
In het westen van Engeland met name Devon was een bandje genaamd Ark aan het toeren en maakte furore in de kleine concertzalen. De band was semiprofessioneel, want voldoende geld was er niet. Ark leende apparatuur van Dave Brock en zijn consorten als diens band Hawkwind stil lag. Daarop stelde Brock voor samen een concert te geven op het Stonehengefestival in 1976. De naam van de band werd aangepast naar Sonic Assassins en er volgden nog optredens in bijvoorbeeld Wales. Eind 1977 hadden Brock en Robert Calvert (beiden Hawkwind) voldoende materiaal voor een muziekalbum en optredens werden ingepland. Calvert liet het bijna op het laatste moment afweten vanwege een depressie, maar Harvey Bainbridge wist hem toch over te halen mee te doen. Het concert in Barnstaple liet de heren in oud Hawkwind-materiaal horen, nieuw ingestudeerde nummers, maar ook instrumentale muziek waarop Calvert teksten improviseerde.
Begin 1978 dook het inmiddels heropgerichte Hawkwind de geluidsstudio Rockfield te Londen in voor hun nieuwe album en er werden ook optredens gepland. Simon House, die de opnamen had meegespeeld werd echter benaderd door David Bowie en verliet na twee optredens in de Verenigde Staten de band. Daarop schakelde Brock Paul Hayles van Ark/Sonic Assassins in. Een groot succes werd de tournee niet. Brock vond er niets meer aan en Calvert liep weer tegen depressies aan. Op 28 maart 1978 vonden de heren het genoeg. Na een optreden in San Francisco verkocht Brock zijn gitaar aan een fan en Hawkwind werd opgeheven.
Brock en Calvert probeerden het midden juni 1978 op een andere wijze. Ze wilden nu alles zelf in de hand houden en startten de band Hawklords. Hawkwinds Simon King (drums), Arks Harvey Bainbridge (basgitaar) en nieuwe man Pilots Steve Swindells (toetsen) waren van de partij. In de Ronnie Lane mobiele geluidsstudio werden in Devon nieuwe opnamen gemaakt. Ook Simon House kwam even langs. Na de opnamen werd het album 25 years on gemixt en in oktober verscheen het album in de winkels. Tegelijkertijd begon een serie concerten, dat rondom het concept van het album was gebouwd. Een futuristische setting mede gebaseerd op Fritz Langs Metropolis en verzorgd door Barney Bubbles, ook verantwoordelijk voor de platenhoes. Het bleek uiteindelijk een (te) kostbare aangelegenheid maar Hawkwind had indruk gemaakt. Ook tijdens die tournee wisselde de band regelmatig van samenstelling en kwamen oud en toekomstige Hawkwind-leden meespelen. Lemmy (eerdere bassist) kwam een keer meespelen en Dan Thompson (toekomstig drummer) speelde af en toe mee. Ook Dave Anderson uit Space Ritual (een afgeleide van Hawkwind) verzorgde gastoptredens.
Tijdens de tournee werden opnieuw opnamen gemaakt, die op de plank belandden. In 1979 startten de Hawklords nieuwe opnamen, maar de band kreeg geen contract meer met Charisma Records en Hawklords kwam tot stilstand. In de jaren daarna kwamen af en toe opnamen van de tournee naar buiten, een versie van een compleet concert is er echter in 2011 nog niet.
In 2008 kwam een aantal leden van deze band bijeen om na een jaar weer als Hawklords door het leven te gaan.

## Tourschema
De volgende steden zagen Hawklords optreden:
- 6 oktober – Oxford, New Theatre
- 7 oktober – Manchester, Apollo
- 8 oktober – Liverpool, Empire
- 9 oktober – Edinburgh, Usher Hall
- 10 oktober – Newcastle, City Hall
- 11 oktober – Middlesbrough, Town Hall
- 13 oktober – London, Hammersmith Odeon met Lemmy
- 14 oktober – Milton Keynes, Leisure Centre
- 15 oktober – Croydon, Fairfield Halls
- 16 oktober – Portsmouth, Guild Hall
- 17 oktober – Birmingham, Odeon
- 18 oktober – Dunstable, Queensway Hall
- 19 oktober – Blackburn, King George Hall
- 20 oktober – Bristol, Colston Hall
- 21 oktober – St. Albans, City Hall
- 22 oktober – Ipswich, Gaumont
- 23 oktober – Leicester, De Montfort Hall
- 24 oktober – Sheffield, City Hall
- 25 oktober – Bradford, St. Georges Hall
- 26 oktober – Leeds, Queens Hall
- 27 oktober – Stoke On Trent, Victoria Hall
- 28 oktober – Paignton, Festival Theatre
- 29 oktober – Poole, Wessex Hall
- 2 november – Malvern, Winter Gardens
- 3 november – Cambridge, Corn Exchange
- 4 november – Ilford, Gants Hill Odeon
- 5 november – Reading, Hexagon
- 6 november – Cardiff, University
- 8 november – Gloucester, Leisure Centre
- 9 november – Folkestone, Leas Cliff Hall
- 10 november – Derby, Assembly Rooms
- 11 november – Nottingham, Rock City
- 13 november – Hemel, Pavilion
- 15 november – Glasgow, Apollo
- 16 november – Carlisle, Market Hall
- 17 november – Lancaster, University
- 18 november – Oldham, Queen Elizabeth Hall
- 19 november – Blackburn, King George Hall
- 22 november – Wolverhampton, Civic Hall
- 23 november – Plymouth, Polytechnic – audio-opnamen
- 24 november – Uxbridge, Brunel University – video-opnamen
- 25 november – Hastings, Pier Pavilion

### Setlist
Flying doctors zou gedurende de tournee afvallen.
- Automoton (introductie)
- 25 years
- High rise
- Death trap
- The age of the micro man
- Spirit of the age
- Urban guerrilla
- Sonic attack
- Flying doctor
- Steppenwolf
- Psi power
- Brainstorm
- Freefall
- Uncle Sam’s on Mars
- The iron dream
- Masters of the universe
- Robot
- Silver machine

## Discografie
- 6 oktober 1978: 25 years on
- 1992: Hawklords live '78
- 1995: Hawklords live
- 2000: Weird tapes 4

## Singles
- oktober 1978: Psi power / Death trap
- mei 1979: 25 years